# Anatolij Kowalewski
Anatolij Nikołajewicz Kowalewski (ros. Анатолий Николаевич Ковалевский, ur. 25 grudnia 1915?/7 stycznia 1916 w Bachmaczu, zm. 27 stycznia 1945 w mieście Neuberun obecnie Bieruń Nowy będący dzielnicą Bierunia) – radziecki wojskowy, pułkownik, uhonorowany pośmiertnie tytułem Bohatera Związku Radzieckiego (1945).

## Życiorys
Był Ukraińcem. Uczył się w technikum elektrotechnicznym, w 1933 został powołany do Armii Czerwonej, ukończył szkołę wojsk pogranicznych i wewnętrznych OGPU ZSRR, a w 1936 szkołę wojsk pancernych. Dowodził samodzielnym batalionem czołgów samodzielnej dywizji specjalnego przeznaczenia im. Dzierżyńskiego NKWD ZSRR, w 1938 podczas wielkiego terroru w związku z aresztowaniem jego ojca został zwolniony z armii i zesłany do obwodu północnokazachstańskiego. W 1939 ponownie powołano go do wojsk pancernych i pod koniec roku skierowano na front wojny zimowej z Finlandią. Po ataku Niemiec na ZSRR brał udział w walkach obronnych, 13 sierpnia 1941 podczas jednej z bitew zniszczył 14 niemieckich czołgów. Walczył m.in. pod Pskowem, Leningradem, nad Ługą, pod Kingiseppem, Oranienbaumem i Wołosowem. W lutym 1943 został dowódcą 222 samodzielnego pułku czołgów, uczestniczył m.in. w operacji leningradzko-nowogrodzkiej, podczas której dowodzony przez niego pułk zadał wrogowi duże straty. 15 lutego 1944 objął dowództwo 152 Brygady Pancernej, na czele której od kwietnia 1944 walczył na Przesmyku Karelskim w składzie 21 Armii. W lipcu 1944 dowodzona przez niego brygada weszła w skład 2 Armii Uderzeniowej Frontu Leningradzkiego, brała udział w odbiciu przez ZSRR Tartu, Tallinna, Parnu i Haapsalu. A. Kowalewski podczas walk wykazywał się osobistą odwagą, pogardą dla niebezpieczeństwa i rzadko spotykaną intuicją, dzięki której podejmował właściwe decyzje w złożonych i skomplikowanych sytuacjach. Po zakończeniu walk o Estonię jego brygada została włączona w skład 60 Armii 1 Frontu Ukraińskiego i od 17 stycznia 1945 brała udział w natarciu w kierunku na Kraków, a dwa dni później jako pierwsza wdarła się do północno-wschodniej części miasta. Wraz z brygadą odegrał dużą rolę w wyzwoleniu Krakowa. 27 stycznia 1945 brał udział w walkach o Bieruń, podczas których został śmiertelnie raniony przez niemieckiego snajpera. Został pochowany na Wzgórzu Sławy we Lwowie. Jego imieniem nazwano ulicę w Kingiseppie.

## Odznaczenia
- Złota Gwiazda Bohatera Związku Radzieckiego (pośmiertnie, 6 kwietnia 1945)
- Order Lenina (pośmiertnie, 6 kwietnia 1945)
- Order Czerwonego Sztandaru (trzykrotnie, 19 listopada 1941, 21 stycznia 1944 i 2 listopada 1944)
- Order Kutuzowa II klasy (22 czerwca 1944)
- Order Wojny Ojczyźnianej I klasy (26 maja 1943)
- Medal „Za obronę Leningradu”